# Anthea McIntyre

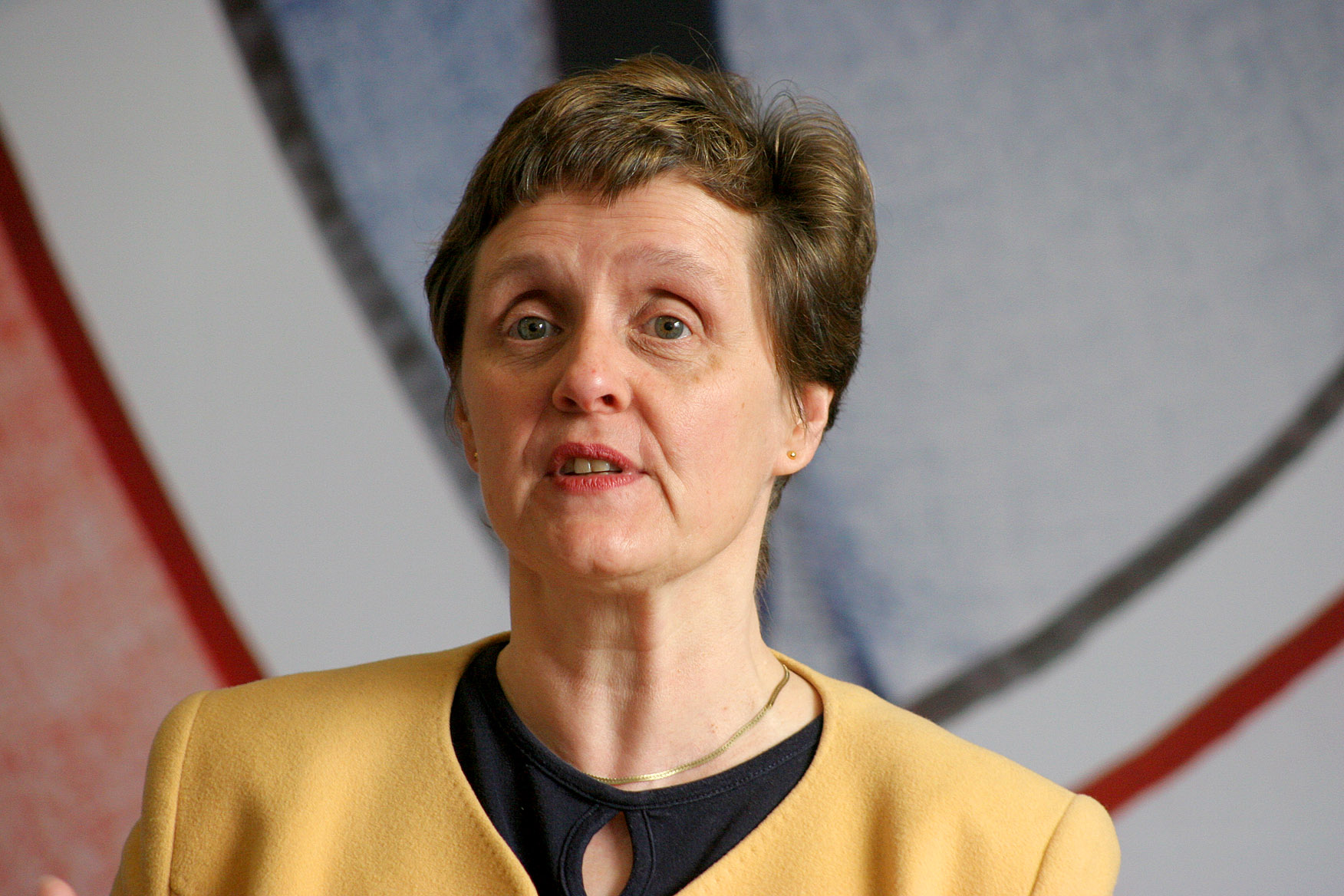
Anthea McIntyre

Anthea McIntyre CBE (* 29. Juni 1954 in London) ist eine britische Politikerin der Conservative Party. Bis zum 31. Januar 2020 war sie Mitglied des Europaparlaments.
McIntyre trat bei der Europawahl 2009 im Wahlkreis West Midlands für das Europäische Parlament an, scheiterte jedoch. Durch die Erweiterung des Parlaments zum 1. Dezember 2011 stand dem Wahlkreis West Midlands ein weiteres Mandat zu. Dieses ging an McIntyre.
Die Politikerin war Mitglied des europaparlamentarischen Ausschusses für Beschäftigung und soziale Angelegenheiten sowie Mitglied der Delegation für die Beziehungen zu Südafrika.